# Штиль

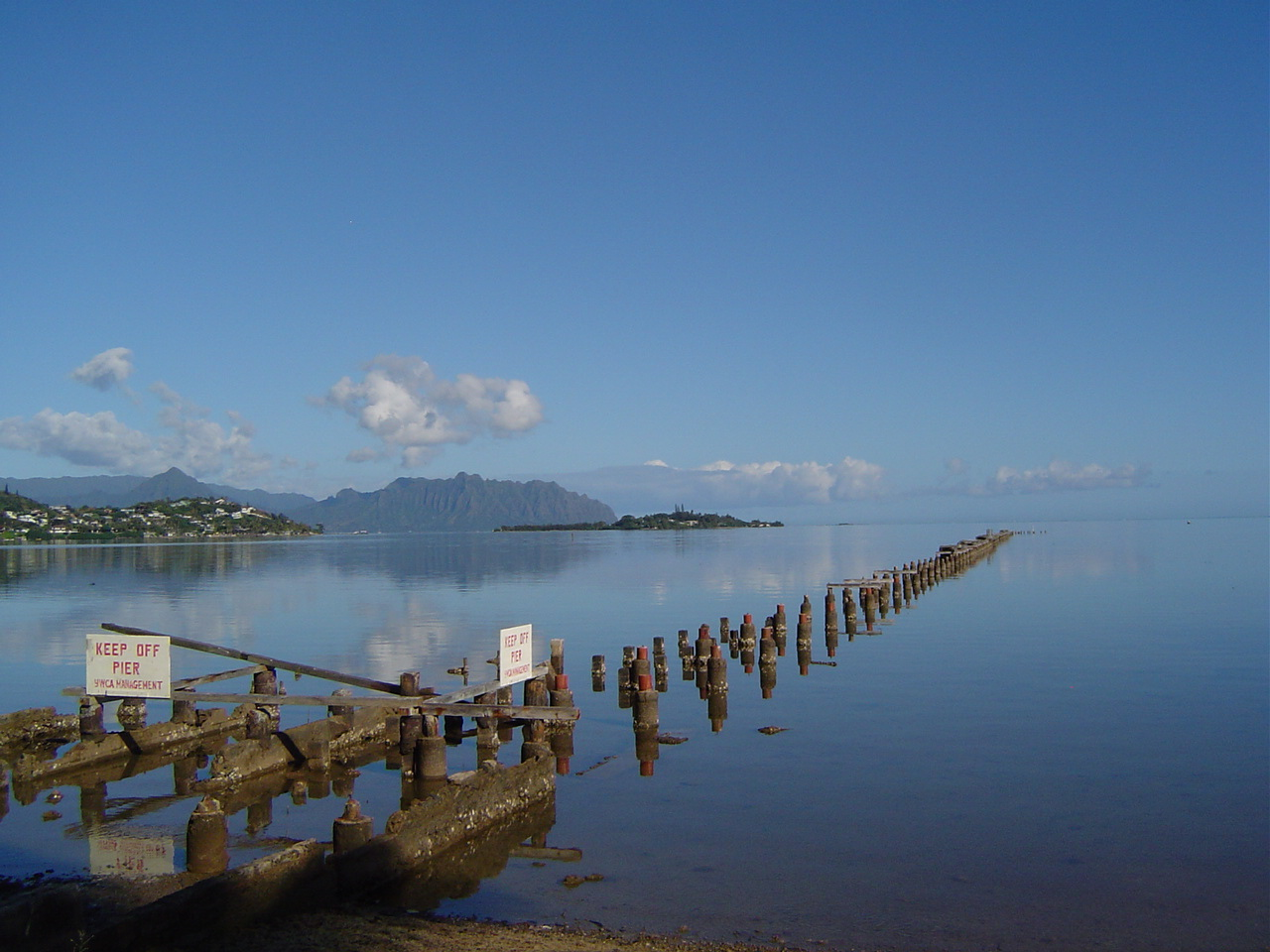
Безветренная погода.
Бухта Канеохе, Гавайи

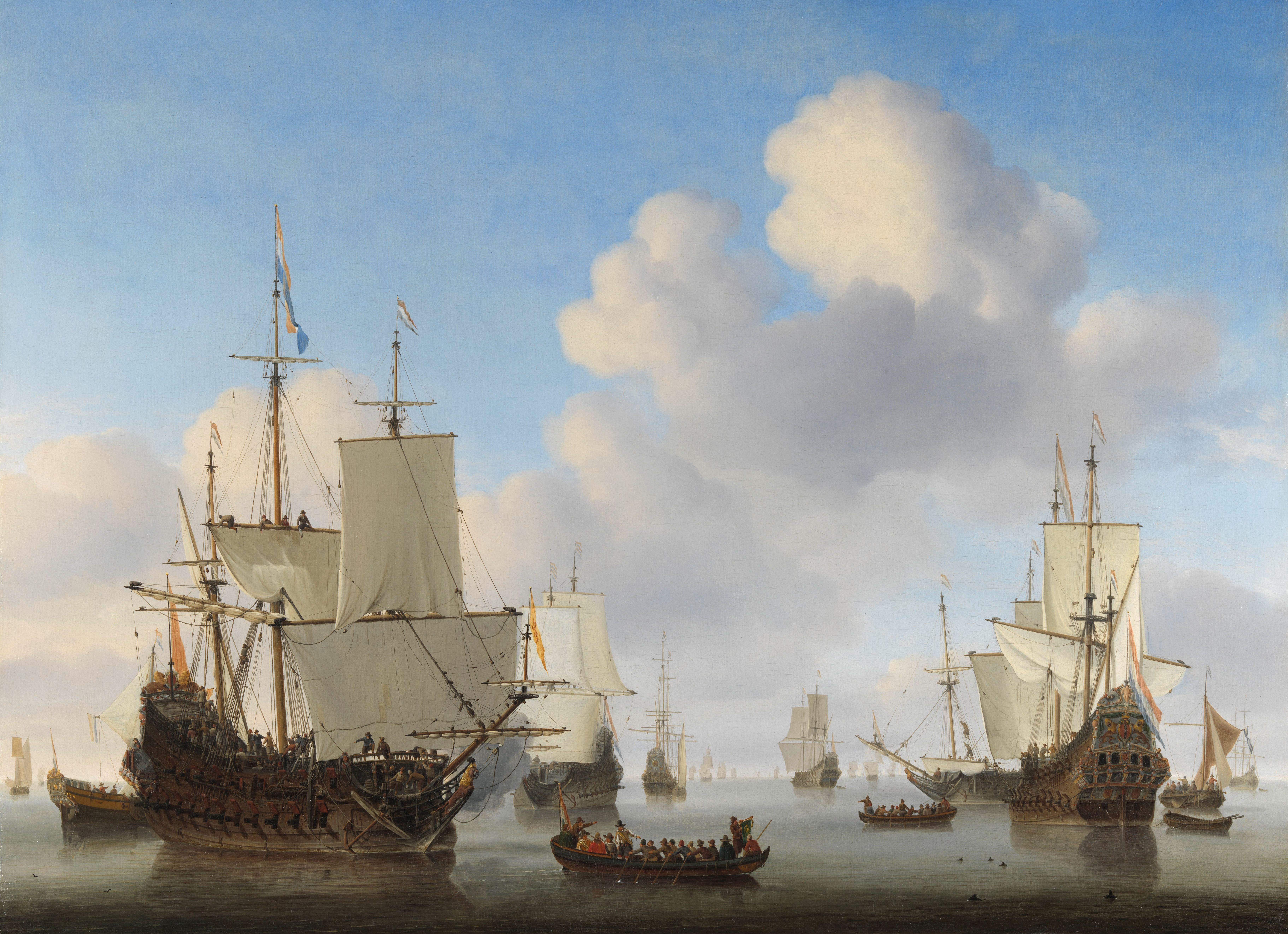
«Штиль». Виллем ван де Вельде Младший, около 1665

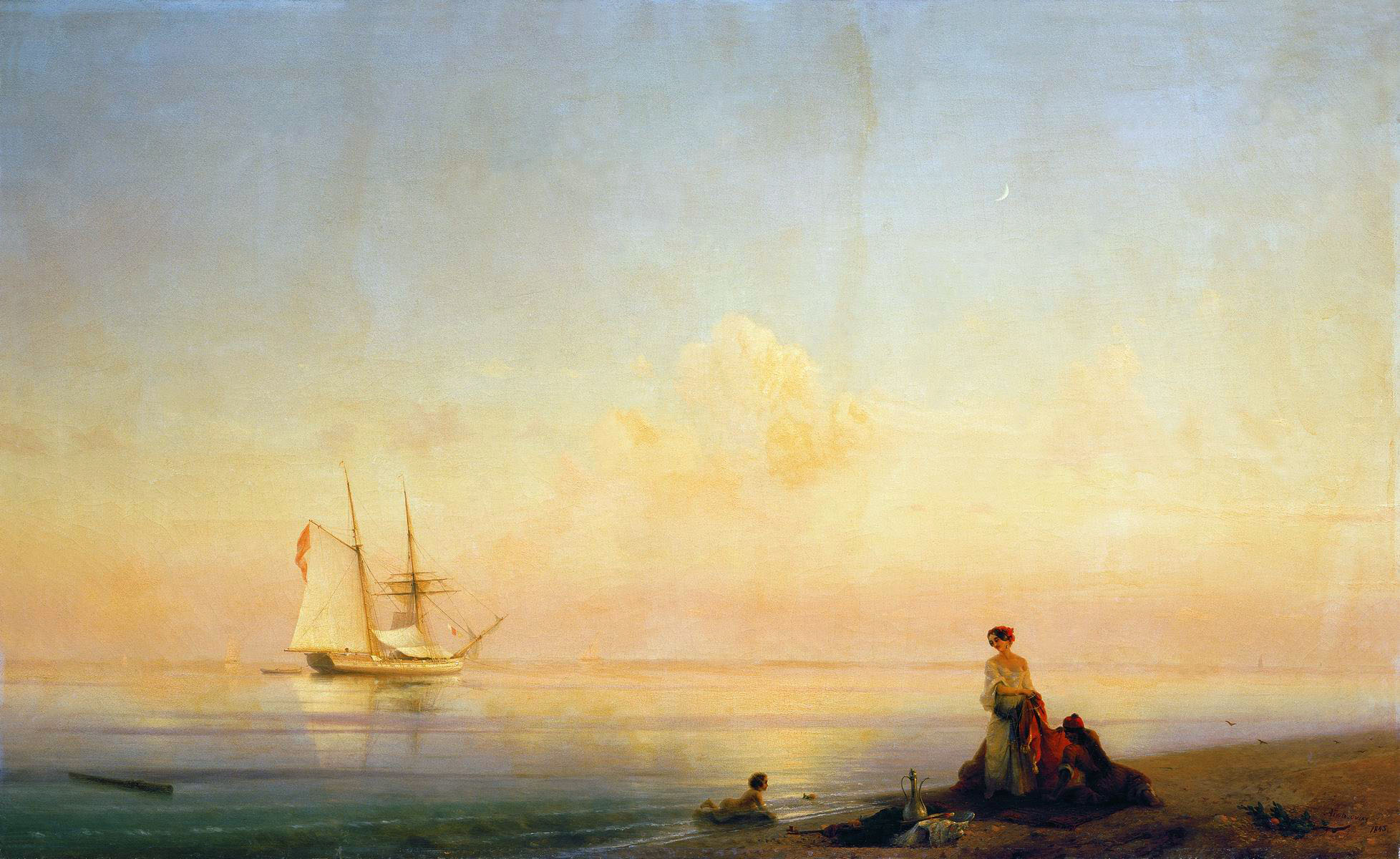
«Берег моря. Штиль».
Иван Айвазовский, 1843

Штиль (от нем. Stille «тишина», «покой») — затишье, безветренная или тихая погода со слабым ветром, скорость которого по шкале Бофорта не более 0,5 м/с.

## Метеорология
Обычно штили наблюдаются в экваториальной зоне затишья, в глазе бури, в области Азиатского антициклона зимой, чаще в котловинах, чем на открытой местности.
Термин берет начало от иностранных[каких?] моряков, которые его также применяли при описании состояния моря, при котором на его поверхности отсутствует волнение. На суше штиль ассоциируют с дымом, поднимающимся вертикально.
Кроме того, штилю сопутствуют инверсионные погодные условия и мелкое загрязнение пылью.

## Отражение в искусстве
Во времена парусного флота штиль был неприятным и даже опасным явлением. При длительных затишьях корабль не мог плыть, в это время портилась еда, заканчивалась питьевая вода, что часто означало болезнь или смерть для части экипажа.
Этот факт нашёл отражение во множестве произведений искусства, в основном в песнях моряков.
Это основная проблема и мотив народной немецкой песни «Wir lagen vor Madagaskar», песни из одноимённого альбома группы Ария «Штиль», повести Джозефа Конрада «Теневая черта. Признание» (The Shadow Line: A Confession) и снятого по мотивам одноимённого фильма Теневая черта, и других произведений.
Помимо мотива опасности штиля, встречается и обратный образ — спокойствие в противопоставление буре или урагану. В связи с этим термин часто употребляется и в переносном значении.